# زعتر شائع

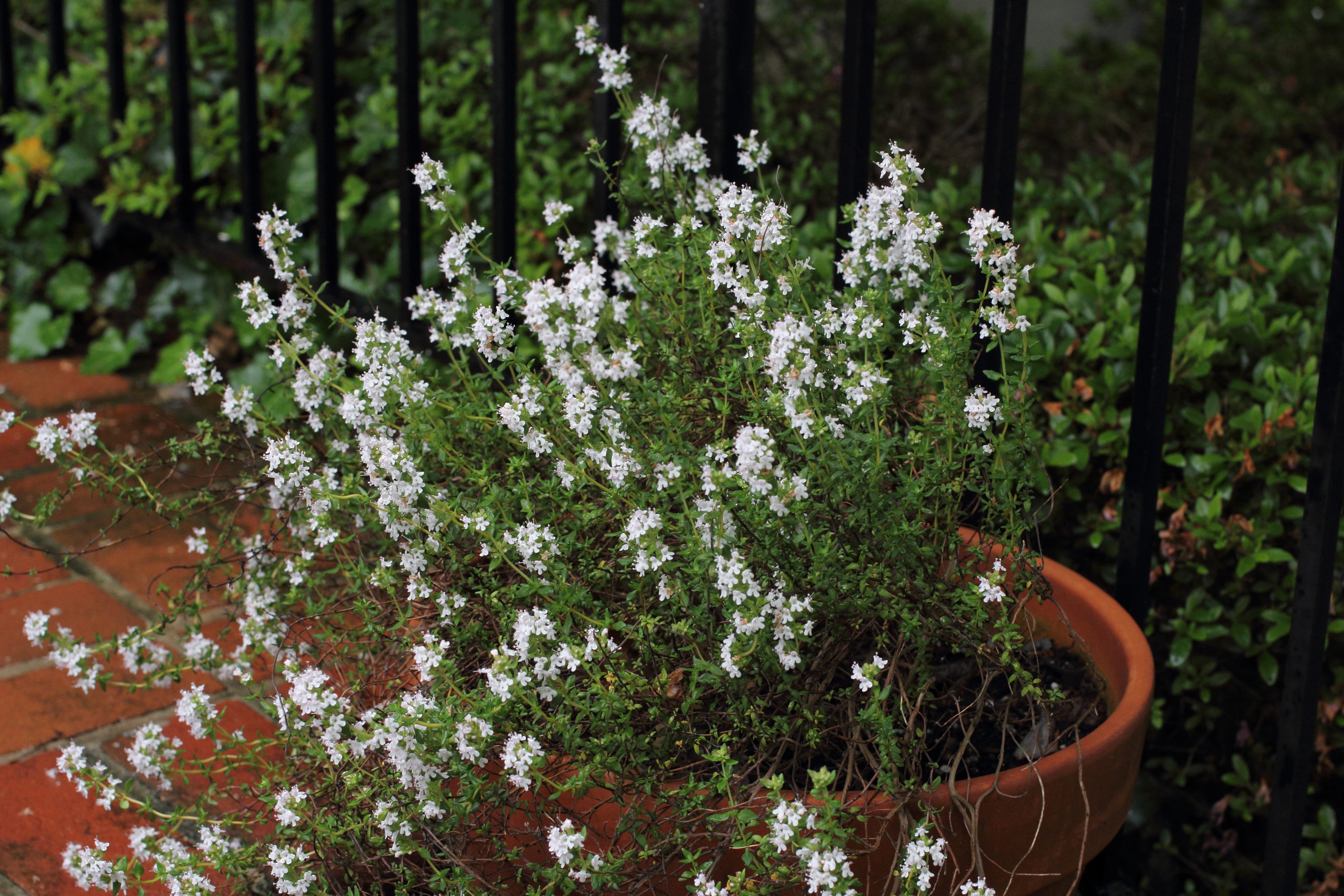
زعتر مزهر

الزعتر الشائع  أو سعتر أو زعتر شائع أو صعتر شائع أو سعتر شائع (بالإنجليزية Thyme) هو نوع نباتي يتبع جنس الزعتر من الفصيلة الشفوية واسمه العلمي (باللاتينية: Thymus vulgaris). ينتشر بكثرة في جنوب أوروبا في المنطقة الممتدة من غرب البحر الأبيض المتوسط إلى جنوب إيطاليا. يُستعمل كأرضية في الحدائق حيث يعيش لمدة زمنية قصيرة وهو سهل الإكثار بالقطوع. وهو المصدر الرئيسي للزعتر المستعمل في الطبخ والأكل والأعشاب الطبية.

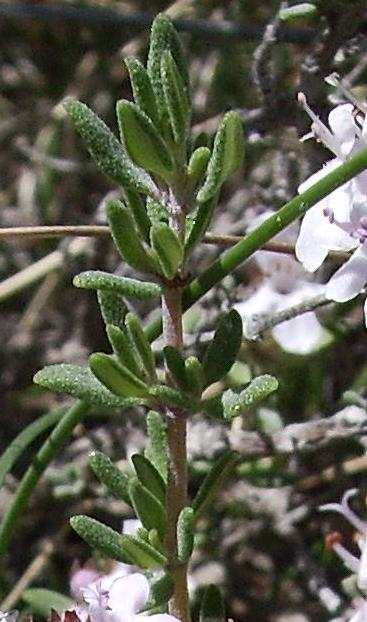
لقطة للزعتر البري الشائع

## الوصف النباتي
والزعتر شجيرة معمرة عطرية كثيرة الفروع تكون كساء للأرض تعلو إلى حوالي 30 سم. أوراقها صغيرة تنبت من الساق أزهارها وردية أو أرجوانية تزهر منتصف الصيف. وهو ينمو في معظم المناطق المعتدلة المناخ، ويكثر بصفة عامة في دول حوض البحر الأبيض المتوسط مثل سوريا وفلسطين والأردن والجبل الأخضر في ليبيا والجزائر خاصة في سلسلة الأطلس الصحراوي مثل جبل كردادة في منطقة بوسعادة حيث أن الزعتر في هذا الجبل يتميز برائحة قوية جدا. ولأنه يعطر الجبال برائحته الزكية يطلق عليه صفة «مفرح الجبال». وله رائحة عطرية قوية وطعمه حار مر قليلاً.

## الأصناف
تم تطوير العديد من الأصناف والهجن لأغراض الزينة. تسمية هذه الأصناف قد يكون مربك في بعض الأحيان. ويختلف الزعتر الفرنسي عن الألماني وعن الإنجليزي في أشكال الأوراق وألوانها والزيوت المستخلصة منها. من هذه الأصناف الزعتر الفضي.
وقد كان صنف «الملكة الفضية» ذات الأوراق بيضاء الحواف جديرا بجائزة الحدائق من الجمعية الملكية للبستنة.

## المعلومات الغذائية
يحتوي كل 100غ من الزعتر بحسب وزارة الزراعة الأميركية على المعلومات الغذائية التالية:
- السعرات الحرارية: 101
- الدهون: 1.68
- الدهون المشبعة: 0.46
- الكاربوهيدرات: 24.45
- الألياف: 14